# Организованный ум. Как мыслить и принимать решения в эпоху информационной перегрузки
Организованный ум. Как мыслить и принимать решения в эпоху информационной перегрузки (англ. The Organized Mind: Thinking Straight in the Age of Information Overload) — научно-популярная книга, написанная нейробиологом из Университета Макгилла Дэниелом Левитином, доктором философии и впервые опубликованная Dutton Penguin в США и Канаде в 2014 году. Это третий бестселлер Левитина подряд, он дебютирует под №2 в списке бестселлеров New York Times, №1 в списках бестселлеров Канады, №1 на Amazon и №5 в списке бестселлеров The London Times.
В книге «Организованный ум» Левитин демонстрирует, как информационная эпоха затопляет нас беспрецедентным потоком данных, и использует новейшие научные достижения в области мозга, чтобы объяснить, как мозг может организовать этот поток информации. Затем Левитин демонстрирует методы, которые читатели могут использовать, чтобы восстановить чувство мастерства в организации своего дома, работы и времени. Он отвечает на три основных вопроса: почему мозг обращает внимание на одни вещи, а на другие — нет? Почему мы помним одни вещи, а другие нет? И как мы можем использовать эти знания, чтобы лучше организовать наш дом и рабочее место, наше время, социальный мир и процесс принятия решений?
Книга разделена на три части. Первая часть посвящена вниманию. Левитин объясняет, почему внимание является наиболее важным психическим ресурсом для любого организма, и описывает, как работает система внимания мозга: она определяет, с какими аспектами окружающей среды будет иметь дело человек, и что передаётся в сознание этого человека. Система осознания внимания — это причина, по которой на работу можно безопасно ездить или ходить пешком, не обращая внимания на большинство зданий или машин, мимо которых проезжаешь.
Кроме того, Левитин обнаруживает, что фраза «обращать внимание» научно верна. Многозадачность требует реальных метаболических затрат: переключение между задачами сжигает намного больше глюкозы (топлива, на котором работает мозг), чем сосредоточение внимания на одной задаче, и может быстро привести к умственному истощению.
Вторая и третья части книги показывают, как читатели могут использовать свои системы внимания и памяти для лучшей организации, от класса до зала заседаний, от домашней жизни до взаимодействия с друзьями, врачами и деловыми партнёрами.
После публикации книга получила похвалу от широкого круга людей, включая бывшего государственного секретаря США (и министра финансов) Джорджа П. Шульца; генерала Стэнли А. Маккристал (в отставке), лауреата Нобелевской премии нейробиолога Стэнли Прузинера и главного автора Теории большого взрыва Эрика Каплана.